# Zdeněk Douša
Zdeněk Douša (5. března 1947 – 2023) byl československý basketbalista. Třikrát startoval na letních olympijských hrách. V roce 1972 se podílel na 8., v roce 1976 na 6. a v roce 1980 na 9. místě Československého týmu. Třikrát reprezentoval také na mistrovství světa. V roce 1970 se podílel na 6., v roce 1974 na 10. a v roce 1978 na 9. místě. Tři starty má i na mistrovství Evropy, kde se dočkal největšího úspěchu, když byl v roce 1977 členem bronzového týmu. Dále byl členem reprezentačního týmu který v roce 1975 vybojoval 6. a v roce 1979 4. místo. Za basketbalovou reprezentaci Československa odehrál 246 utkání.
V letech 1966 až 1989 hrál za klub Sparta Praha. Odehrál celkem 23 sezón v basketbalové lize, je čtvrtým nejlepším střelcem v historii Československé 1. ligy basketbalu (8822 bodů). Je zařazen na čestné listině mistrů sportu.

## Sportovní kariéra, hráč
- kluby: 1965–66 Stadion mládeže, 1966–89 Sparta Praha, 1× vicemistr (1989), 4× 3. místo (1967, 1968, 1969, 1976)

Československo:
- Olympijské hry účast celkem 3x: Mnichov 1972 (8.), Montreal 1976 (6.), Moskva 1980 (9.)
- Mistrovství světa účast celkem 3x: Bělehrad 1970 (6.), Filipíny 1974 (10.), Portoriko 1978 (9.)
- Mistrovství Evropy účast celkem 3x: Bělehrad 1975 (6.), Lutych, Belgie 1977 (3.), Turín., Itálie 1979 (4.)

## Soukromý život
Jeho manželkou byla basketbalistka Hana Doušová roz. Jarošová. Měli dva syny, Davida (1977, 209 cm) a Daniela (1981, 219 cm), oba byli hráči ligového týmu Sparty.